# 1955년 대한민국 민의원부의장 보궐선거
제3대 민의원 전반기 부의장 보궐선거는 최순주 민의원부의장의 사퇴로 공석이 된 국회부의장을 선출하기 위해 1955년 3월 2일 실시되었다.
선거 결과 재선의 조경규 자유당 의원이 민의원부의장에 선출되었다.

## 선거 제도
민의원의장 및 민의원부의장 선거에서 당선자는 재적 의원 2/3 이상의 출석과 출석 의원 과반수의 찬성으로 결정하도록 되어있었다. 만약 1차 투표 결과 과반을 득표한 후보가 없을 시 2차 투표를 해야 했으며, 2차 투표에서도 과반을 득표한 후보가 없을 시 상위 득표자 2인에 대하여 결선 투표를 실시해 최다 득표자를 당선자로 하도록 되어 있었다.

## 배경
자유당은 소속 의원의 거의 전원과 일부 무소속 의원들로부터 서명을 받아 1954년 9월 6일 초대 대통령에 한해 연임 제한을 철폐하는 것을 골자로 하는 헌법 개정안을 국회에 제출하였다. 이를 두고 11월 27일 민의원에서 무기명 투표를 실시한 결과 재적 민의원의원 203명 중 개헌 정족수 136표에서 1표가 모자란 135표의 찬성표가 나왔고, 당시 사회를 보던 최순주 민의원부의장은 개헌안 부결을 선언하였다.
그러나 하루만인 11월 28일 최순주 부의장은 개헌 정족수는 136표가 아닌 135표인데 자신이 착각을 했었다며 부결 선언을 번복했으며, 무소속의 곽상훈 부의장이 의장석에 뛰어올라 최순주 부의장을 밀어내고 다시 부결을 선포했음에도 불구하고 개헌안은 통과 처리되었다.
최순주 부의장은 11월 28일 "정족수 계산 착오의 책임을 지고자 한다"며 이기붕 민의원의장에게 사퇴서를 제출하였으며, 12월 2일 자유당 의원들만으로 열린 민의원 본회의에서 이는 재석 115명 중 가 100표, 부 13표, 기권 2표로 수리되었다.
같은 날 민의원은 김철안 의원 등의 제안으로 개헌안 가결 선포 당시 의장석에 뛰어올라 최순주 부의장의 진행을 방해한 곽상훈 부의장에 대한 불신임안을 재석 116명 중 가 84표, 부 29표, 기권 3표로 가결하였다. 그러나 야권에서는 민의원부의장 불신임은 헌법 및 관련 법률에 규정된 바가 전혀 없으므로 민의원의원들이 임의로 부의장을 불신임할 권한이 없다며 불신임은 무효라고 주장하였다.
결국 곽상훈 부의장은 한동안 여당의 방해로 부의장으로서의 사회권을 행사하지 못하였으나, 부의장직이 정식으로 박탈된 것도 아닌 묘한 상태를 유지하게 되었다. 따라서 3월 2일 민의원부의장 보궐선거에서는 사표가 수리된 최순주 부의장의 후임자만 보선하게 되었다.

## 후보
자유당은 1955년 2월 28일 의원부 총회를 열고 민의원부의장 및 각 상임위 위원장에 대한 후보 경선을 실시하였다. 민의원부의장 경선 결과 조경규 의원 70표, 황성수 의원 39표 등으로 조경규 의원이 자유당의 민의원부의장 후보로 결정되었다. 그러나 경선에서 패배한 황성수 의원이 이에 불복하고 독자 출마를 선언하여 자유당은 긴장한 모습을 보이게 되었다. 호헌동지회 등 야권 의원들은 공식적으로 후보를 내지는 않았으나, 주로 야권을 대표하여 출마한다고 선언한 장택상 의원을 지지하거나 황성수 의원에게 투표해 자유당의 결속을 흔들고자 하는 모습이었다.

## 선거 결과
경상남도 함안군 지역구의 조경규 자유당 의원이 당선되었다.
| 후보     | 소속       | 1차 투표 | 1차 투표 | 2차 투표 | 2차 투표 | 비고 |
| 후보     | 소속       | 득표     | %        | 득표     | %        | 비고 |
| -------- | ---------- | -------- | -------- | -------- | -------- | ---- |
| 조경규   | 자유당     | 94       | 48.2     | 102      | 52.3     | 당선 |
| 장택상   | 호헌동지회 | 52       | 26.7     | 65       | 33.3     |      |
| 황성수   | 자유당     | 26       | 13.3     | 12       | 6.2      |      |
| 정일형   | 호헌동지회 | 2        | 1.0      | 2        | 1.0      |      |
| 김철안   | 자유당     | 0        | -        | 1        | 0.5      |      |
| 도진희   | 호헌동지회 | 0        | -        | 1        | 0.5      |      |
| 조병문   | 자유당     | 0        | -        | 1        | 0.5      |      |
| 신익희   | 호헌동지회 | 0        | -        | 1        | 0.5      |      |
| 한희석   | 자유당     | 0        | -        | 1        | 0.5      |      |
| 박해정   | 호헌동지회 | 4        | 2.1      | 0        | -        |      |
| 임흥순   | 호헌동지회 | 2        | 1.0      | 0        | -        |      |
| 김달호   | 호헌동지회 | 1        | 0.5      | 0        | -        |      |
| 송경섭   | 자유당     | 1        | 0.5      | 0        | -        |      |
| 양일동   | 호헌동지회 | 1        | 0.5      | 0        | -        |      |
| 이학림   | 자유당     | 1        | 0.5      | 0        | -        |      |
| 최창섭   | 자유당     | 1        | 0.5      | 0        | -        |      |
| 기권     | 기권       | 9        | 4.6      | 9        | 4.6      |      |
| 무효     | 무효       | 1        | 0.5      | 0        | -        |      |
| 총투표수 | 총투표수   | 195      | 100      | 195      | 100      |      |